# Польове Шептахово
Польове Шепта́хово (рос. Полевое Шептахово, чув. Хирти Мăнтăр) — присілок у складі Комсомольського району Чувашії, Росія. Входить до складу Кайнлицького сільського поселення.
Населення — 497 осіб (2010; 505 у 2002).
Національний склад:
- чуваші — 96 %